# Slawjansk-na-Kubani
Slawjansk-na-Kubani (russisch Славянск-на-Кубани) ist eine Stadt im Süden Russlands in der Region Krasnodar und ist Verwaltungszentrum des Rajon Slawjansk. Sie hat 63.842 Einwohner (Stand 14. Oktober 2010) und liegt knapp 80 km westlich der Regionshauptstadt Krasnodar im Mündungsgebiet des Flusses Kuban, direkt am Mündungsarm Protoka.

## Geschichte
Der Ort entstand 1865 als Staniza (Kosakendorf) namens Slawjanskaja – wörtlich übersetzt „die slawische“ – wobei es allerdings nahe der heutigen Stadt auch in früheren Jahrhunderten Kosakensiedlungen gegeben hatte. In den ersten Jahrzehnten nach der Ortsgründung wurde dort vor allem Landwirtschaft betrieben. Nachdem 1913 eine Eisenbahnstrecke durch den Ort verlegt worden war, entstanden dort die ersten Industriebetriebe.
Zwischen Sommer 1942 und Frühjahr 1943 war der Ort von deutschen Truppen besetzt, die im Rahmen der Operation Blau während der gescheiterten Kaukasusoffensive Richtung Südosten vorgerückt waren. 1958 erhielt Slawjanskaja das Stadtrecht und wurde in Slawjansk umbenannt, wobei der Zusatz „na Kubani“ („am Kuban“) notwendig wurde, um Verwechselungen mit der Stadt Slowjansk in der Ukraine (auf Russisch ebenfalls Slawjansk) auszuschließen.

### Bevölkerungsentwicklung
| Jahr | Einwohner |
| ---- | --------- |
| 1897 | 15.167    |
| 1939 | 26.513    |
| 1959 | 38.954    |
| 1970 | 51.889    |
| 1979 | 54.051    |
| 1989 | 57.790    |
| 2002 | 64.136    |
| 2010 | 63.842    |

Anmerkung: Volkszählungsdaten

## Wirtschaft und Infrastruktur
Die Industrie in Slawjansk ist heute durch mehrere Nahrungsmittelbetriebe (darunter eine Weinkellerei), ferner durch Fabriken für Textilien, Baustoffe und Verpackungen vertreten. Es gibt außerdem in der Stadt ein großes Sanatorium, das unter anderem auf Behandlungen mit örtlichem Heilschlamm spezialisiert ist. In der Umgebung von Slawjansk ist Landwirtschaft nach wie vor der dominierende Wirtschaftssektor.
Die nächste Fernstraße, die M4, verläuft nahe Krasnodar. Slawjansk hat einen Bahnhof mit Namen „Protoka“ an der Eisenbahnlinie von Rostow am Don nach Noworossijsk, durch die auch Anschluss nach Moskau und in andere Städte Russlands sowie der Ukraine besteht.
Slawjansk ist Ausgangspunkt einiger Buslinien in die umliegenden Städte und Dörfer, für den innerstädtischen Verkehr existieren mehrere Kleinbuslinien (sogenannte Marschrutki).

## Bildung
In der Stadt gibt es zwei weiterführende Bildungseinrichtungen:
- Staatliche pädagogische Hochschule Slawjansk am Kuban
- Slawjansker Landwirtschaftstechnikum

## Söhne und Töchter der Stadt
- Wassili Kolesnik (1935–2002), Generalmajor, Held der Sowjetunion[2]
- Tatjana Polnowa (* 1979), Stabhochspringerin
- Jewgeni Lukjanenko (* 1985), Stabhochspringer
- Alexander Gripitsch (* 1986), Stabhochspringer
- Alexei Mirantschuk (* 1995), Fußballspieler
- Anton Mirantschuk (* 1995), Fußballspieler
- Wassili Tscherow (* 1996), Fußballspieler
- Nikita Karmajew (* 2000), Fußballspieler
- Maxim Kutowoi (* 2001), Fußballspieler